# Charles Pidjot
Charles Pidjot, surnommé Charly Pidjot, est un homme politique indépendantiste kanak, né à la tribu de la Conception dans la commune du Mont-Dore (Nouvelle-Calédonie) le 17 juillet 1962 et mort le 11 septembre 2012 à Lénakel sur l'île de Tanna au Vanuatu. Il a présidé l'Union calédonienne du 8 novembre 2007 jusqu'à sa mort. 

## L'héritage politique
Issu d'une véritable dynastie politique, il est ainsi le neveu de Rock Pidjot, ancien député de la Nouvelle-Calédonie de 1964 à 1986 et premier président de l'Union calédonienne de 1956 à 1985, autonomiste devenu indépendantiste. Son frère, Raphaël Pidjot, sera lui aussi un militant indépendantiste et s'illustrera comme président de la Société minière du Sud Pacifique (SMSP, société fondée pour assurer la participation du Kanak au développement minier du territoire et qui sera à l'origine du projet d'usine du nord) jusqu'à son décès, avec d'autres membres de la direction de la SMSP, du projet d'Usine du Nord et de Falconbridge, dans un accident d'hélicoptère en 2000.

## L'ascension au sein du camp indépendantiste
Charles Pidjot, électricien à l'usine SLN de traitement de nickel de Doniambo à Nouméa à l'origine, entre donc très tôt en politique, dans le camp indépendantiste. Il adhère ainsi dès 1981 à la section UC du Mont-Dore. Il commence par coller des affiches avant de devenir secrétaire général et collaborateur de Jean-Marie Tjibaou pendant les Évènements, il participe ainsi à la délégation du FLNKS chargée de négocier les Accords de Matignon en 1988, et fait de même en 1998 pour les Accords de Nouméa. Il est ensuite, durant les années 1990, chargé de mission pour la Province Nord auprès de son président, Léopold Jorédié. 
Pendant longtemps homme de l'ombre des différents dirigeants indépendantistes, il est élu une première fois en 1999 à l'Assemblée de la Province Sud et au Congrès comme numéro 2 de la liste unitaire FLNKS menée par le président de ce dernier, Rock Wamytan. Il soutient toutefois alors la fronde menée au sein de l'Union calédonienne par Bernard Lepeu face à ce dernier, et fait donc partie du groupe Union calédonienne (le « G7 ») formé au Congrès distinctement du groupe FLNKS qui lui réunit l'UNI de Paul Néaoutyine et les partisans de Rock Wamytan. Cette faction prend la direction de l'Union calédonienne en 2001, poussant Rock Wamytan à démissionner à la fois de la présidence de l'UC et du FLNKS, et entraînant l'élection de Pascal Naouna à la tête de l'Union. Il a été sinon membre de la Commission permanente du Congrès de 1999 à 2001.  
Lors des élections provinciales du 9 mai 2004, Charles Pidjot est choisi pour mener la liste Union calédonienne en Province Sud, il a face à lui au sein du camp indépendantiste non seulement une liste UNI-Palika, mais aussi une liste FLNKS menée par Rock Wamytan, celle Patrimoine et environnement avec les Verts de l'ancien UC Raphaël Mapou et celle FCCI de François Burck, lui-même ancien président de l'UC. Face à cette division, non seulement aucune liste indépendantiste ne passe la barre des 5 % des suffrages exprimés nécessaire pour obtenir au moins un siège au sein de l'Assemblée de Province, mais de plus la liste UC de Charles Pidjot n'arrive qu'en troisième position parmi elles avec 3,37 % des voix, étant devancé par l'UNI (4,62 %) et la liste Wamytan (3,83 %). Cet échec le met pendant un temps à l'écart de la vie politique. 
Il revient sur le devant de la scène publique en 2007 lorsqu'il est choisi comme candidat unitaire du FLNKS dans la 2e circonscription (à savoir l'ensemble de la Grande Terre, excepté Nouméa, ainsi que les îles Belep) pour les élections législatives. Il obtient alors 30,38 % des suffrages au premier tour contre 34,53 % au député sortant et président du Rassemblement-UMP Pierre Frogier, et est battu par ce dernier au second tour, en recueillant 45,87 %. Il fait alors mieux que Paul Néaoutyine en 2002 (celui-ci avait alors obtenu 44,29 % au second tour, mais avait dû alors faire face à l'appel à l'abstention de l'UC). Fort de ce résultat, il se montre alors de plus en plus critique vis-à-vis de la direction du mouvement et notamment de son président, Pascal Naouna. Finalement, lors du  Congrès de l'UC du 8 novembre 2007, il est élu à sa tête en s'engageant à commencer une réforme des statuts du parti à partir de janvier 2008. Il est également pour recentrer l'action de l'Union calédonienne autour de son slogan historique, « Deux couleurs, un seul peuple », et à défendre donc l'entente entre les communautés. Il défend également une réconciliation interne marquée par la réintégration dans le parti en décembre 2007 de Rock Wamytan. 
Lors des élections municipales de 2008, il laisse la conduite de la liste unitaire « Un Avenir commun avec le FLNKS » au Mont-Dore à son « bras droit » au sein de la direction de l'Union calédonienne, le secrétaire général de celle-ci Gérard Reignier, et se contente d'y être présent symboliquement à la 35e et dernière place. Celle-ci est battue par le maire sortant Rassemblement-UMP Éric Gay qui est réélu dès le 1er tour, les indépendantistes n'obtenant que 2 élus sur 35. Pour les élections provinciales du 10 mai 2009, il défend et obtient la constitution d'une liste unitaire FLNKS en Province Sud emmenée par Rock Wamytan. Charles Pidjot est lui-même candidat en cinquième position sur cette liste qui obtient 8,82 % des suffrages exprimés et 4 conseillers provinciaux sur 40 (dont 3 sur les 32 également membres du Congrès). Charles Pidjot devient alors un collaborateur du groupe FLNKS à l'Assemblée de la Province Sud. Il engage son parti par la suite dans une stratégie d'alliance avec le Parti travailliste, avec qui il présente des candidatures communes pour l'élection du président et du bureau du Congrès à partir de 2010 et pour la composition du gouvernement à partir de 2011. Il se rapproche également du Rassemblement-UMP de Pierre Frogier à compter de la proposition de ce dernier de hisser côte-à-côte sur les édifices publics les drapeaux français et indépendantistes en 2010, aboutissant à une entente de partage des institutions en 2011. 
Pour les élections sénatoriales du 25 septembre 2011, il est l'un des deux candidats (avec Victor Tutugoro) du FLNKS (sans le Palika). Il obtient 117 voix de grands électeurs (23,35 % des suffrages exprimés, 4e score sur 10 candidats) au premier tour, et 112 (22,36 %, 3e résultat sur 7) au second, et n'est donc pas élu.

## Sources
1. ↑  "Décès de Charly Pidjot", "Les Nouvelles Calédoniennes", 11/09/2012
2. ↑  Élections législatives de 2007 - résultats dans la deuxième circonscription de Nouvelle-Calédonie sur le site du ministère de l'Intérieur.
3. ↑  Élections législatives de 2002 - résultats dans la deuxième circonscription de Nouvelle-Calédonie sur le site du ministère de l'Intérieur.
4. ↑  P. FRÉDIÈRE, « L’UC demande à l’Etat de réaffirmer son impartialité », Les Nouvelles Calédoniennes, 09/11/2007
5. ↑  Présentation de Charles Pidjot sur un blog de soutien aux candidats FLNKS pour les législatives de 2007
6. ↑  F. TROMEUR, « Rock Wamytan retrouve l’Union calédonienne », Les Nouvelles Calédoniennes, 06/12/2007
7. ↑  Résultat des élections municipales de 2008 au Mont-Dore sur le site du ministère de l'Intérieur